# Eva Lund
Eva Lund (z domu Eriksson, ur. 1 maja 1971 w Sztokholmie) – szwedzka curlerka, dwukrotna mistrzyni olimpijska.
Curlingiem zainteresowali ją w wieku 12 lat rodzice, którzy sami trenowali. Od 1998 była zawodniczką Härnösands Curling Klub w drużynie Anette Norberg. Studiowała farmaceutykę. Obecnie mieszka ze swoim mężem Stefanem i synem Adamem (ur. 1995) w Upplands Väsby.
23 maja 2010 Lund wraz z Anną Le Moine i Cathriną Lindahl postanowiła zakończyć karierę sportową.

## Drużyna
|           | Czwarta        | Trzecia          | Druga            | Otwierająca            |
| --------- | -------------- | ---------------- | ---------------- | ---------------------- |
| 2009/2010 | Anette Norberg | Eva Lund         | Cathrine Lindahl | Anna Le Moine          |
| MŚ 2009   | Anette Norberg | Eva Lund         | Cathrine Lindahl | Margaretha Sigfridsson |
| 2003/2009 | Anette Norberg | Eva Lund         | Cathrine Lindahl | Anna Le Moine          |
| 2002/2003 | Anette Norberg | Cathrine Lindahl | Eva Lund         | Helena Lingham         |
| 2001/2002 | Anette Norberg | Cathrine Lindahl | Eva Lund         | Maria Hasselborg       |
| 1999/2001 | Anette Norberg | Cathrine Lindahl | Eva Lund         | Helena Lingham         |
| 1996/1999 | Eva Lund       | Åsa Kjerr        | Ann-Catrin Kjerr | Jane Eriksson          |
| 1990/1992 | Eva Lund       | Maria Söderkvist | Åsa Eriksson     | Elisabeth de Brito     |

## Najważniejsze osiągnięcia
| Rok  | Zawody                      | Miejsce | Pozycja   |
| ---- | --------------------------- | ------- | --------- |
| 1990 | Mistrzostwa Świata Juniorów | 2       | rezerwowa |
| 1991 | Mistrzostwa Świata Juniorów | 1       | skip      |
| 1992 | Mistrzostwa Świata Juniorów | 3       | skip      |
| 1993 | Mistrzostwa Europy          | 1       | rezerwowa |
| 1998 | Mistrzostwa Europy          | 5       | rezerwowa |
| 2001 | Mistrzostwa Świata          | 2       | 2         |
|      | Mistrzostwa Europy          | 1       | 2         |
| 2002 | Mistrzostwa Europy          | 1       | 2         |
| 2003 | Mistrzostwa Świata          | 3       | 3         |
|      | Mistrzostwa Europy          | 1       | 3         |
| 2004 | Mistrzostwa Świata          | 6       | 3         |
|      | Mistrzostwa Europy          | 1       | 3         |
| 2005 | Mistrzostwa Świata          | 1       | 3         |
|      | Mistrzostwa Europy          | 1       | 3         |
| 2006 | Igrzyska Olimpijskie        | 1       | 3         |
|      | Mistrzostwa Świata          | 1       | 3         |
| 2007 | Mistrzostwa Świata          | 6       | 3         |
|      | Mistrzostwa Europy          | 1       | 3         |
| 2008 | Mistrzostwa Europy          | 2       | 3         |
| 2009 | Mistrzostwa Świata          | 2       | 3         |
|      | Mistrzostwa Europy          | 5       | 3         |
| 2010 | Igrzyska Olimpijskie        | 1       | 3         |